# NGC 3557
NGC 3557 ist eine elliptische Galaxie vom Hubble-Typ E3 im Sternbild Zentaur am Südsternhimmel. Sie ist schätzungsweise 129 Millionen Lichtjahre von der Milchstraße entfernt.
Das Objekt wurde am 21. April 1835 von John Herschel entdeckt.

## NGC 3557-Gruppe (LGG 229)
| Galaxie   | Alternativname | Mio. Lj |
| --------- | -------------- | ------- |
| NGC 3533  | PGC 33647      | 130     |
| NGC 3557B | PGC 33824      | 120     |
| NGC 3557  | PGC 33871      | 129     |
| NGC 3564  | PGC 33923      | 118     |
| NGC 3568  | PGC 33952      | 100     |
| NGC 3573  | PGC 34005      | 102     |
| PGC 34874 | ESO 319-16     | 123     |
| PGC 33601 | ESO 377-10     | 119     |
| PGC 33744 | ESO 377-12     | 144     |
| PGC 33962 | ESO 377-21     | 114     |
| PGC 34101 | ESO 377-24     | 122     |